# Julius von Kink
Julius Kink, ab 1869 Julius Ritter von Kink (* 21. April 1848 in Bregenz; † 25. Januar 1909 in Wien) war ein österreichischer Fabrikant, Handels- und Gewerbekammerpräsident und Abgeordneter.
Von Kink war der Sohn des 1869 in den österreichischen Adelsstand erhobenen Landesbaudirektors und Zementindustriellen Martin von Kink. Er war römisch-katholischer Konfession und heiratete 1880 Maria Theresia (Marie) von Neumann. Das Paar hatte zwei Söhne und zwei Töchter. Sein Sohn Martin Kink (1885–1973) war 1934–1938 Präsident des Wiener Industriellenverbands und 1946–1960 Präsident der Kammer der gewerblichen Wirtschaft für Wien. Seine Tochter Martina von Kink, eine promovierte Mathematikerin, heiratete 1907 den Musikpädagogen Franz Haböck.
Von Kink besuchte bis 1866 das Gymnasium in Graz und danach Technische Hochschulen in Graz und Zürich. 1869 trat er in die Leitung der Zementfabrik in Kufstein (Tirol) ein. Nach dem Verkauf der Fabrik im Jahr 1872 wurde er dort Verwaltungsrat. Ab 1900 war er Vizepräsident und 1906 bis 1909 Präsident des neuen Eigentümers AG der k. k. priv. hydr. Kalk- und Portlandzementfabrik zu Perlmoos. Seit 1874 war er Gesellschafter und Geschäftsführer der „Martin Kink & Co. Heinrichsthaler Papierfabrik“ (seit 1908 in der Rechtsform einer AG) in Heinrichsthal/Jindřichov (Gemeinde Wüstseibersdorf/Pusté Žibřidovice, heute Gemeinde Jindřichov, Bezirk Mährisch Schönberg/Šumperk, Mähren).
Daneben war er umfangreich in der Verbandsarbeit engagiert. 1888–1904 war er Präsident des Vereins der österr.-ungarischen Papierfabrikanten. Im Jahr 1892 war er Gründungsmitglied und Vizepräsident und 1900–1904 Präsident des Zentralverbands der Industriellen Österreichs. Zwischen 1905 und 1909 war er Präsident der Handels- und Gewerbekammer Wien. Er war 1898 bis 1905 Vizepräsident des Donau-Vereins zur Hebung der Fluß- und Kanalschifffahrt, seit 1901 Zentralverein für Fluß- und Kanalschiffahrt in Österreich. Von 1904 bis 1909 war er Direktor des Vereins der Ersten österr. Spar-Casse in Wien.

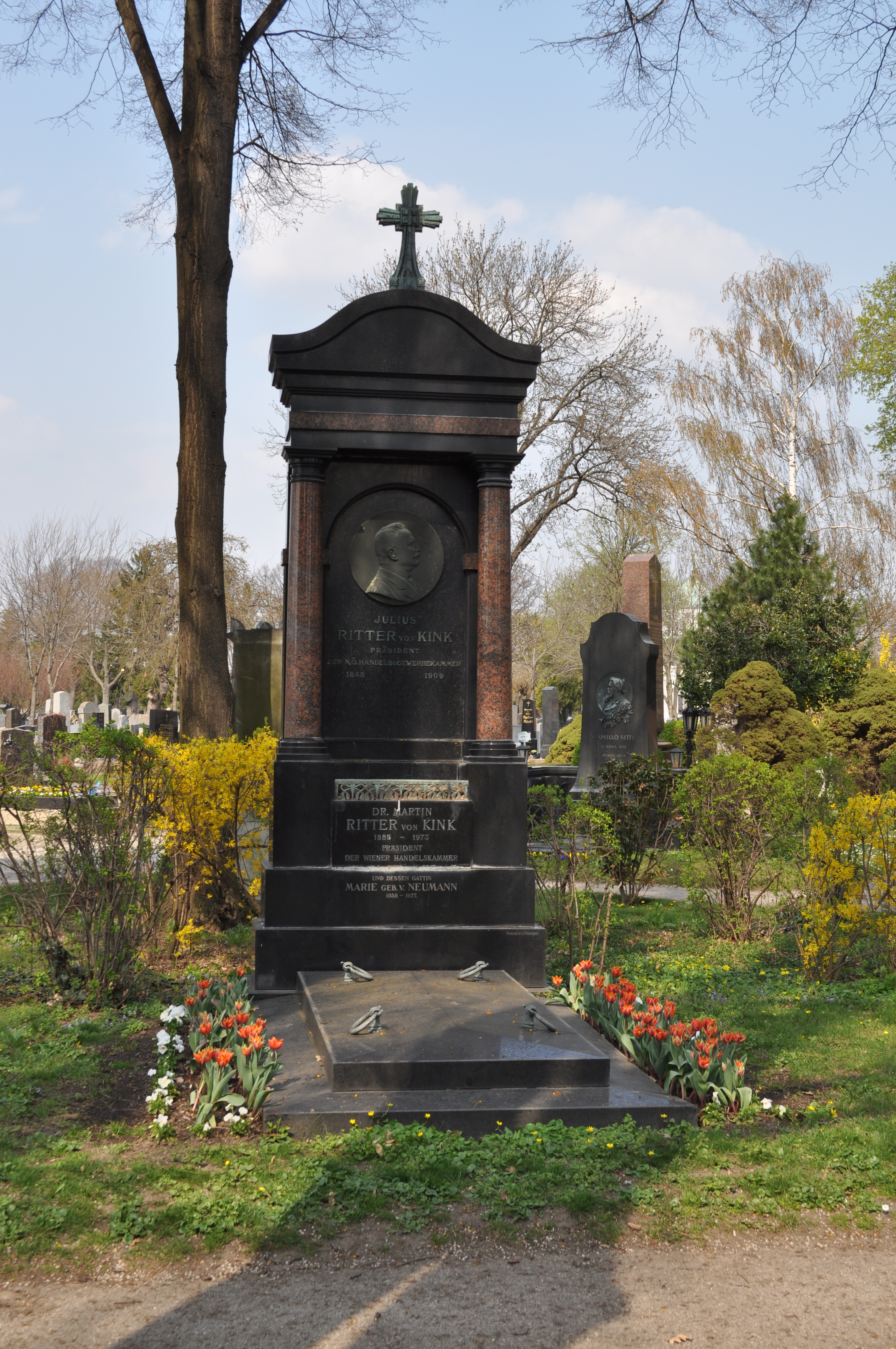
Ehrengrab auf dem Zentralfriedhof Wien

1897–1907 war er Mitglied des Abgeordnetenhauses. In der IX. (27. März 1897 bis 7. September 1900) und X Legislaturperiode (31. Januar 1901 bis 30. Januar 1907) vertrat er Niederösterreich und dort die Handels- und Gewerbekammer Wien im Abgeordnetenhaus. Im Parlament war er 1897 Mitglied im Klub Freie deutsche Vereinigung (ab dem 19. Oktober 1899 als Obmann) und ab 1901 bei der Deutschen Fortschrittspartei. Am 14. Juni 1907 wurde er zum Mitglied des Herrenhauses auf Lebenszeit ernannt. Im Herrenhaus gehörte er dem Klub Verfassungspartei an.
Er starb 1909 durch Selbstmord in Wien. Er ist auf dem Zentralfriedhof Wien begraben. Sein Grab ist ein Ehrengrab.